# Браян (Огайо)
Браян (англ. Bryan) — місто (англ. city) в США, в окрузі Вільямс штату Огайо. Населення — 8729 осіб (2020).

## Географія
Браян розташований за координатами 41°28′17″ пн. ш. 84°32′55″ зх. д. / 41.47139° пн. ш. 84.54861° зх. д. (41.471479, -84.548731).  За даними Бюро перепису населення США в 2010 році місто мало площу 14,40 км², з яких 14,32 км² — суходіл та 0,08 км² — водойми.

## Демографія
Згідно з переписом 2010 року, у місті мешкало 8545 осіб у 3761 домогосподарстві у складі 2214 родин. Густота населення становила 593 особи/км².  Було 4087 помешкань (284/км²).
Расовий склад населення:
| - 94,3 % — білих - 0,9 % — азіатів - 0,6 % — чорних або афроамериканців - 0,2 % — корінних американців - 0,1 % — вихідців з тихоокеанських островів - 2,1 % — осіб інших рас |

До двох чи більше рас належало 2,0 %. Частка іспаномовних становила 5,1 % від усіх жителів.
За віковим діапазоном населення розподілялося таким чином: 23,6 % — особи молодші 18 років, 59,6 % — особи у віці 18—64 років, 16,8 % — особи у віці 65 років та старші. Медіана віку мешканця становила 39,7 року. На 100 осіб жіночої статі у місті припадало 90,6 чоловіків;  на 100 жінок у віці від 18 років та старших — 88,2 чоловіків також старших 18 років.
Середній дохід на одне домашнє господарство  становив 49 006 доларів США (медіана — 34 454), а середній дохід на одну сім'ю — 56 047 доларів (медіана — 45 578). Медіана доходів становила 41 171 долар для чоловіків та 30 492 долари для жінок. За межею бідності перебувало 19,5 % осіб, у тому числі 27,5 % дітей у віці до 18 років та 13,3 % осіб у віці 65 років та старших.
Цивільне працевлаштоване населення становило 3637 осіб. Основні галузі зайнятості: виробництво — 36,0 %, роздрібна торгівля — 16,9 %, освіта, охорона здоров'я та соціальна допомога — 16,0 %.